# Литовцева, Нина Николаевна
Ни́на Никола́евна Лито́вцева (настоящая фамилия Левестамм, по мужу — Качалова; 31 декабря (12 января) 1878, Москва — 8 апреля 1956, там же) — русская и советская актриса, театральный режиссёр и педагог. Народная артистка РСФСР (1948). Жена Василия Качалова.

## Биография
Нина Левестамм родилась в Москве. Была незаконнорожденной дочерью Надежды Фёдоровны Левестамм (в девичестве Рудаковой) от связи с сослуживцем. Мать принадлежала к дворянскому роду Рудаковых, была вдовой военного чиновника Николая Юльевича Левестамма, происходившего из эстляндских дворян, который умер вскоре после свадьбы, оставив ей фамилию и шестилетнего сына. Рождение дочери повлекло скандал: родственники покойного мужа забрали сына к себе, а её отец, Фёдор Дмитриевич Рудаков, и без того разорённый отменой крепостного права, умирая, вовсе лишил дочь наследства.
Надежда Фёдоровна растила дочь одна, жили в большой нужде. По воспоминаниям Вадима Шверубовича, его мать была невысокого роста, имела восточного типа внешность: большой нос с горбинкой, тёмные глаза. Нина дружила с двоюродной сестрой Анной Григорьевной Юрьевой, матерью артиста Юрия Юрьева, и через них познакомилась с дочерью Марии Ермоловой. Всё это подтолкнуло её к тому, чтобы заняться актёрским ремеслом. Окончив семь классов гимназии и получив звание «домашней учительницы», она поступила на драматическое отделение Московского филармонического училища, класс Владимира Немировича-Данченко, где обучалась три года. В выпускном спектакле исполнила роль Норы в пьесе «Кукольный дом».
По окончании училища служила в провинциальной труппе Михаила Бородая, гастролировала по театрам Казани, Саратова, Астрахани. Письма Немировича-Данченко свидетельствуют о том, что он высоко ценил её талант. После того как девушка стала актрисой, родня Николая Левестамма заставила её сменить фамилию, «чтобы не позорить по подмосткам рыцарскую фамилию Левестаммов». Фамилию Литовцева она выбрала случайно — важно было сохранить лишь букву «Л» из-за меток на белье и вензелей на чайных ложках.
Во время сезона 1898/99 года познакомилась с Василием Качаловым и летом 1900 года вышла за него замуж (свадьба состоялась в Кисловодске, где Литовцева служила сезон). Несмотря на то, что она считалась красавицей и имела успех у мужчин, при первой встрече свёкор долго её рассматривал, потом тяжело вздохнул, махнул рукой и сказал: «Ничаво, он тожа некрасивый», что очень обидело сноху.
С 1901 года в труппе МХТ.
В результате тесной дружбы с Марией Андреевой Литовцева активно включилась в подпольную деятельность социал-демократов (РСДРП). Выполняла различные поручения, главным образом, по связи, передачам и тому подобному. У неё на квартире однажды скрывался Николай Бауман.
Глубокое убеждение, что она бы добилась большего сама по себе, а не как жена Качалова, стремление доказать это себе и другим побудило её в 1907 году подписать сезонный контракт с Константином Незлобиным. Взяв годовой отпуск в Художественном театре, она отбыла в Ригу, где тяжело заболела.
Болезнь началась с нарыва в ухе и перешла в общее заражение крови. Литовцева перенесла две трепанации черепа и три операции около бедра, где процесс проходил с особой остротой. Кроме того, ей вырезали аппендикс. Всего, с проколом уха, она перенесла за пять месяцев семь операций под наркозом. Всё это в итоге привело к хромоте и бездетности. Актриса на долгие годы потеряла возможность работы на сцене. До близких доходили её разговоры о самоубийстве, о покупке револьвера для этой цели, но ей удалось преодолеть болезнь. Вскоре её пригласили в лучшую тогда драматическую школу Александра Адашева, где она начала педагогическую работу.
В 1916—1919 годах была режиссёром-педагогом во 2-й студии МХТ; в «Зелёном кольце» Зинаиды Гиппиус играла мать Финочки. Во время Гражданской войны вместе с мужем и группой артистов МХТ ездила по городам юга России, в начале лета 1920 года выступала в Грузии. В сентябре того же года через Европу отправилась в Москву. По пути театральный коллектив, возглавляемый мужем, продолжал выступления, возвращение затянулось до 1922 года.
В 1922 году Литовцева вернулась в МХТ как актриса и режиссёр.

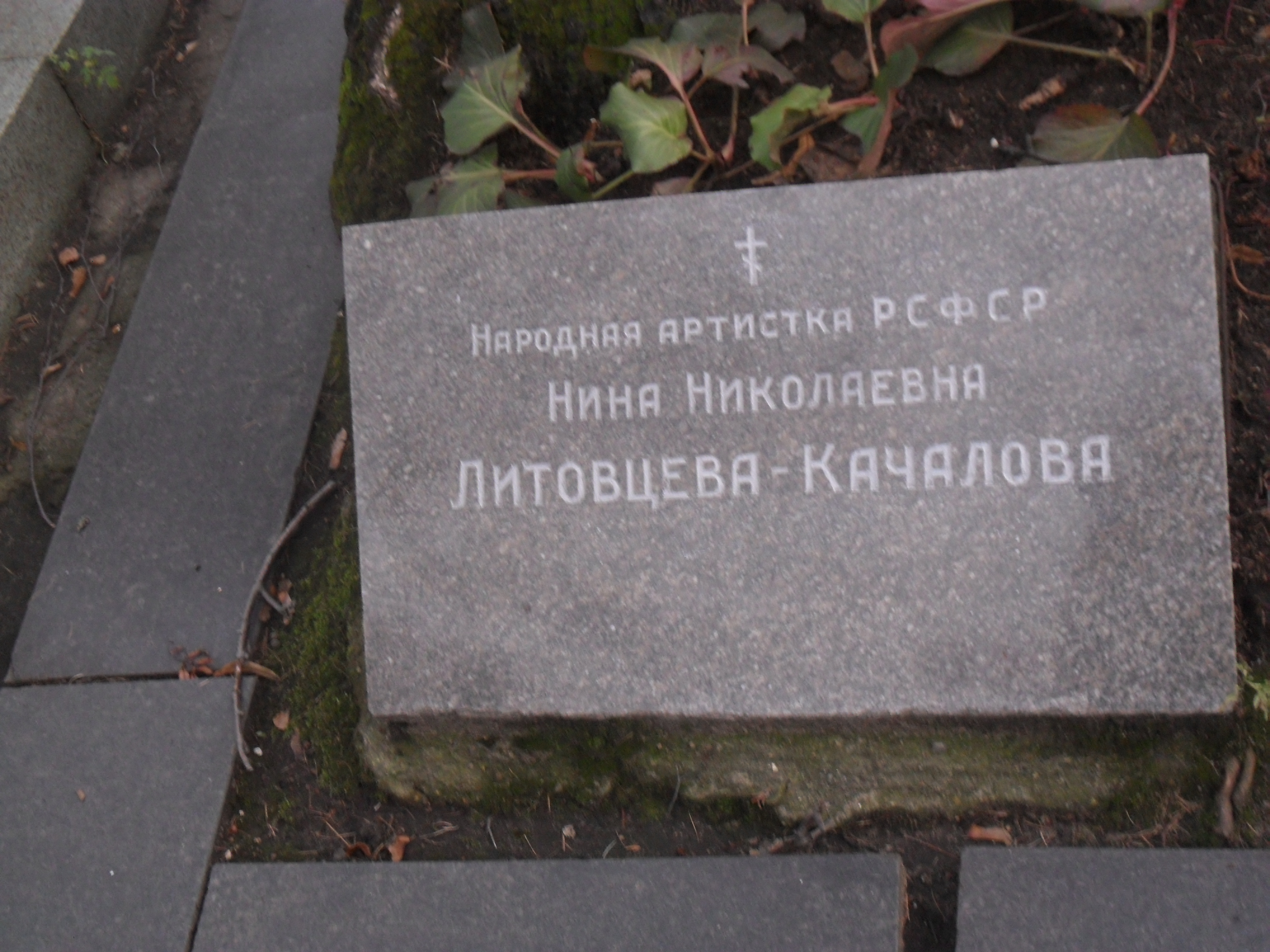
Могила Литовцевой на Новодевичьем кладбище Москвы.

После смерти мужа в 1948 году повредилась в рассудке, умерла в лечебнице для душевнобольных.

## Семья
Муж — Василий Иванович Качалов (1875—1948), один из ведущих актёров Московского Художественного театра.
Сын — Вадим Васильевич Шверубович (1901—1981), советский театральный деятель.
Внук — Алексей Бартошевич (род. 1939), шекспировед, театровед.
Внучка — Шверубович, Мария Вадимовна (1949—2018), театральная актриса, артистка театра «Современник».
Правнучка — Ольга Борисовна Любимова, министр культуры РФ с 2020 года.
Двоюродный брат (по материнской линии) — Дмитрий Николаевич Кардовский (1866—1943), русский художник.
Троюродный брат (по материнской линии) — Юрий Михайлович Юрьев (1872—1948), русский и советский актёр.

## Роли в театре

### Антреприза М. М. Бородая
- «Сирано де Бержерак» Ростана — Роксана
- «Безумный день, или Женитьба Фигаро» — Сюзанна
- «Кукольный дом» Х. Ибсена — Нора

### МХТ
- «Иван Мироныч» Е. Н. Чирикова — Вера Павловна
- 1905 — «Дети солнца» М. Горького— Фима
- «Три сестры» А. П. Чехова — Ирина
- «На дне» М. Горького — Наташа, Анна
- «Вишнёвый сад» А. П. Чехова — Варя
- «Иванов» А. П. Чехова — Сарра
- «Горе от ума» А. С. Грибоедова — Наталья Дмитриевна
- 1937 — «Анна Каренина» Л. Н. Толстого — Картасова, Графиня Вронская
- 1947 — «Дядя Ваня» А. П. Чехова — Войницкая

## Постановки

### Самостоятельные режиссёрские работы
- 1919 — «Младость» Л. Н. Андреева (2-я Студия МХТ)
- 1926 — «Николай I и декабристы» А. Р. Кугеля (худ. рук. К. С. Станиславский)
- 1930 — «Наша молодость» Карташёва

### Со-режиссура
- 1927 — «Бронепоезд 14-69» Вс. Вяч. Иванова совместно с И. Я. Судаковым[3]
- 1933 — «Таланты и поклонники» А. Н. Островского
- 1940 — «Три сестры» А. П. Чехова
- 1947 — «Дядя Ваня» А. П. Чехова
- 1951 — «Плоды просвещения» Л. Н. Толстого

## Звания и награды
- Народная артистка РСФСР (26 октября 1948)
- Заслуженная артистка РСФСР (18 января 1933)
- Орден Трудового Красного Знамени (26 октября 1948)[4].
- Орден «Знак Почёта» (03.05.1937) — за выдающиеся заслуги в деле развития русского театрального искусства